# Germain Lefebvre (Sänger, 1889)
Germain Lefebvre (* 3. Juni 1889 in Saint-Henri, Québec; † 12. Mai 1946 in Montreal) war ein kanadischer Opernsänger (Bass), Chorleiter und Musikpädagoge.

## Leben und Wirken
Lefebvre studierte in Montreal bei Alexis Contant, Salvator Issaurel, Alphonse Lavallée-Smith, Rodolphe Mathieu und Joseph Saucier. Von 1906 bis 1914 war er stellvertretender Chorleiter an der Kirche St. Henri, danach ein Jahr Solobassist an Notre Dame. Von 1914 bis zu seinem Tode 1946 leitete er den Chor der Kirch St. Jean Baptiste.
Er gehörte zu den Gründungsmitgliedern des Orphéon de Montréal und gab Konzerte in Kanada und den USA. Sein Repertoire umfasste Rollen wie den Josef in L'Enfance du Christ von Hector Berlioz, den Vitellus in Jules Massenets Héodiade und den Hohepriester in Camille Saint-Saëns’ Oper Samson et Dalila. 1923 sang er die Rolle des Antipas in der Uraufführung von Guillaume Coutures Jean le Précurseur. Daneben hatte er Rundfunkauftritte und gab Konzerte mit seiner Frau, der Pianistin Maria Lefebvre. 1922 wirkte er als Lehrer an der Schola Cantorum; außerdem unterrichtete er auch privat. Sein Sohn Germain Lefebvre, gleichfalls ein Sänger und Chorleiter, folgte ihm an der Kirche St. Jean Baptiste nach.